# Grand Prix Monako 2017
Grand Prix Monako 2017 (oficjalnie Formula 1 Grand Prix de Monaco 2017) – szósta eliminacja Mistrzostw Świata Formuły 1 w sezonie 2017. Grand Prix odbyło się w dniach 25, 27–28 maja 2017 roku na torze Circuit de Monaco w Monte Carlo.

## Lista startowa
Źródło: Wyprzedź Mnie!
| Nr | Kierowca          | Zespół                           | Samochód                      | Silnik                | Opony |
| -- | ----------------- | -------------------------------- | ----------------------------- | --------------------- | ----- |
| 2  | Stoffel Vandoorne | McLaren Honda Formula 1 Team     | McLaren MCL32                 | Honda RA617H 1.6T V6  | P     |
| 3  | Daniel Ricciardo  | Red Bull Racing                  | Red Bull RB13                 | TAG Heuer 1.6T V6     | P     |
| 5  | Sebastian Vettel  | Scuderia Ferrari                 | Ferrari SF70H                 | Ferrari 059/5 1.6T V6 | P     |
| 7  | Kimi Räikkönen    | Scuderia Ferrari                 | Ferrari SF70H                 | Ferrari 062 1.6T V6   | P     |
| 8  | Romain Grosjean   | Haas F1 Team                     | Haas VF-17                    | Ferrari 062 1.6T V6   | P     |
| 9  | Marcus Ericsson   | Sauber F1 Team                   | Sauber C36                    | Ferrari 059/5 1.6T V6 | P     |
| 11 | Sergio Pérez      | Sahara Force India F1 Team       | Force India VJM10             | Mercedes 1.6T V6      | P     |
| 18 | Lance Stroll      | Williams Martini Racing          | Williams FW40                 | Mercedes 1.6T V6      | P     |
| 19 | Felipe Massa      | Williams Martini Racing          | Williams FW40                 | Mercedes 1.6T V6      | P     |
| 20 | Kevin Magnussen   | Haas F1 Team                     | Haas VF-17                    | Ferrari 059/5 1.6T V6 | P     |
| 22 | Jenson Button     | McLaren Honda Formula 1 Team     | McLaren MCL32                 | Honda RA617H 1.6T V6  | P     |
| 26 | Daniił Kwiat      | Scuderia Toro Rosso              | Toro Rosso STR12              | Renault 1.6T V6       | P     |
| 27 | Nico Hülkenberg   | Renault Sport Formula One Team   | Renault R.S.17                | Renault 1.6T V6       | P     |
| 30 | Jolyon Palmer     | Renault Sport Formula One Team   | Renault R.S.16                | Renault 1.6T V6       | P     |
| 31 | Esteban Ocon      | Sahara Force India F1 Team       | Force India VJM10             | Mercedes 1.6T V6      | P     |
| 33 | Max Verstappen    | Red Bull Racing                  | Red Bull RB13                 | TAG Heuer 1.6T V6     | P     |
| 44 | Lewis Hamilton    | Mercedes AMG Petronas Motorsport | Mercedes AMG F1 W08 EQ Power+ | Mercedes 1.6T V6      | P     |
| 55 | Carlos Sainz Jr.  | Scuderia Toro Rosso              | Toro Rosso STR12              | Renault 1.6T V6       | P     |
| 77 | Valtteri Bottas   | Mercedes AMG Petronas Motorsport | Mercedes AMG F1 W08 EQ Power+ | Mercedes 1.6T V6      | P     |
| 94 | Pascal Wehrlein   | Sauber F1 Team                   | Sauber C36                    | Ferrari 059/5 1.6T V6 | P     |
| Nr | Kierowca          | Zespół                           | Samochód                      | Silnik                | Opony |

## Wyniki

### Sesje treningowe
Źródło: Wyprzedź Mnie!
| Sesja | Nr | Kierowca         | Konstruktor | Czas     | Okr. |
| ----- | -- | ---------------- | ----------- | -------- | ---- |
| 1     | 44 | Lewis Hamilton   | Mercedes    | 1:13,425 | 39   |
| 2     | 5  | Sebastian Vettel | Ferrari     | 1:12,720 | 38   |
| 3     | 5  | Sebastian Vettel | Ferrari     | 1:12,395 | 23   |

### Kwalifikacje
Źródło: Wyprzedź Mnie!
| Poz. | Nr | Kierowca          | Konstruktor          | Q1       | Q2       | Q3       | Poz. s. |
| --- | --- | ----------------- | -------------------- | -------- | -------- | -------- | ------- |
| 1 | 7 | Kimi Räikkönen    | Ferrari              | 1:13,117 | 1:12,231 | 1:12,178 | 1       |
| 2 | 5 | Sebastian Vettel  | Ferrari              | 1:13,090 | 1:12,449 | 1:12,221 | 2       |
| 3 | 77 | Valtteri Bottas   | Mercedes             | 1:13,325 | 1:12,901 | 1:12,223 | 3       |
| 4 | 33 | Max Verstappen    | Red Bull–TAG Heuer   | 1:13,078 | 1:12,697 | 1:12,496 | 4       |
| 5 | 3 | Daniel Ricciardo  | Red Bull–TAG Heuer   | 1:13,219 | 1:13,011 | 1:12,998 | 5       |
| 6 | 55 | Carlos Sainz Jr.  | Toro Rosso           | 1:13,526 | 1:13,397 | 1:13,162 | 6       |
| 7 | 11 | Sergio Pérez      | Force India–Mercedes | 1:13,530 | 1:13,430 | 1:13,329 | 7       |
| 8 | 8 | Romain Grosjean   | Haas–Ferrari         | 1:13,786 | 1:13,203 | 1:13,349 | 8       |
| 9 | 22 | Jenson Button     | McLaren–Honda        | 1:13,723 | 1:13,453 | 1:13,613 | PIT     |
| 10 | 2 | Stoffel Vandoorne | McLaren–Honda        | 1:13,476 | 1:13,249 | –        | 12      |
| 11 | 26 | Daniił Kwiat      | Toro Rosso           | 1:13,899 | 1:13,516 | –        | 9       |
| 12 | 27 | Nico Hülkenberg   | Renault              | 1:13,787 | 1:13,628 | –        | 10      |
| 13 | 20 | Kevin Magnussen   | Haas–Ferrari         | 1:13,531 | 1:13,959 | –        | 11      |
| 14 | 44 | Lewis Hamilton    | Mercedes             | 1:13,640 | 1:14,106 | –        | 13      |
| 15 | 19 | Felipe Massa      | Williams–Mercedes    | 1:13,796 | 1:20,529 | –        | 14      |
| 16 | 31 | Esteban Ocon      | Force India–Mercedes | 1:14,101 | –        | –        | 15      |
| 17 | 30 | Jolyon Palmer     | Renault              | 1:14,696 | –        | –        | 16      |
| 18 | 18 | Lance Stroll      | Williams–Mercedes    | 1:14,893 | –        | –        | 17      |
| 19 | 94 | Pascal Wehrlein   | Sauber–Ferrari       | 1:15,159 | –        | –        | 18      |
| 20 | 9 | Marcus Ericsson   | Sauber–Ferrari       | 1:15,276 | –        | –        | 19      |
| Poz. | Nr | Kierowca          | Konstruktor          | Q1       | Q2       | Q3       | Poz. s. |
| \| Legenda \| Legenda \| \| ------------------------ \| ---------------------------------------------------------------------------------------------------------------------------------------------------------------------------------------------------------------------------------------------------------------- \| \| Poz. Nr Q1 Q2 Q3 Poz. s. \| Pozycja zajęta w sesji kwalifikacyjnej Numer startowy kierowcy Wynik uzyskany w pierwszej części kwalifikacji Wynik uzyskany w drugiej części kwalifikacji Wynik uzyskany w trzeciej części kwalifikacji Pozycja startowa po uwzględnięniu kar, przesunięć, itp. \| | |                   |                      |          |          |          |         |
| Legenda | |                   |                      |          |          |          |         |
| Poz. Nr Q1 Q2 Q3 Poz. s. | Pozycja zajęta w sesji kwalifikacyjnej Numer startowy kierowcy Wynik uzyskany w pierwszej części kwalifikacji Wynik uzyskany w drugiej części kwalifikacji Wynik uzyskany w trzeciej części kwalifikacji Pozycja startowa po uwzględnięniu kar, przesunięć, itp. |                   |                      |          |          |          |         |

### Wyścig

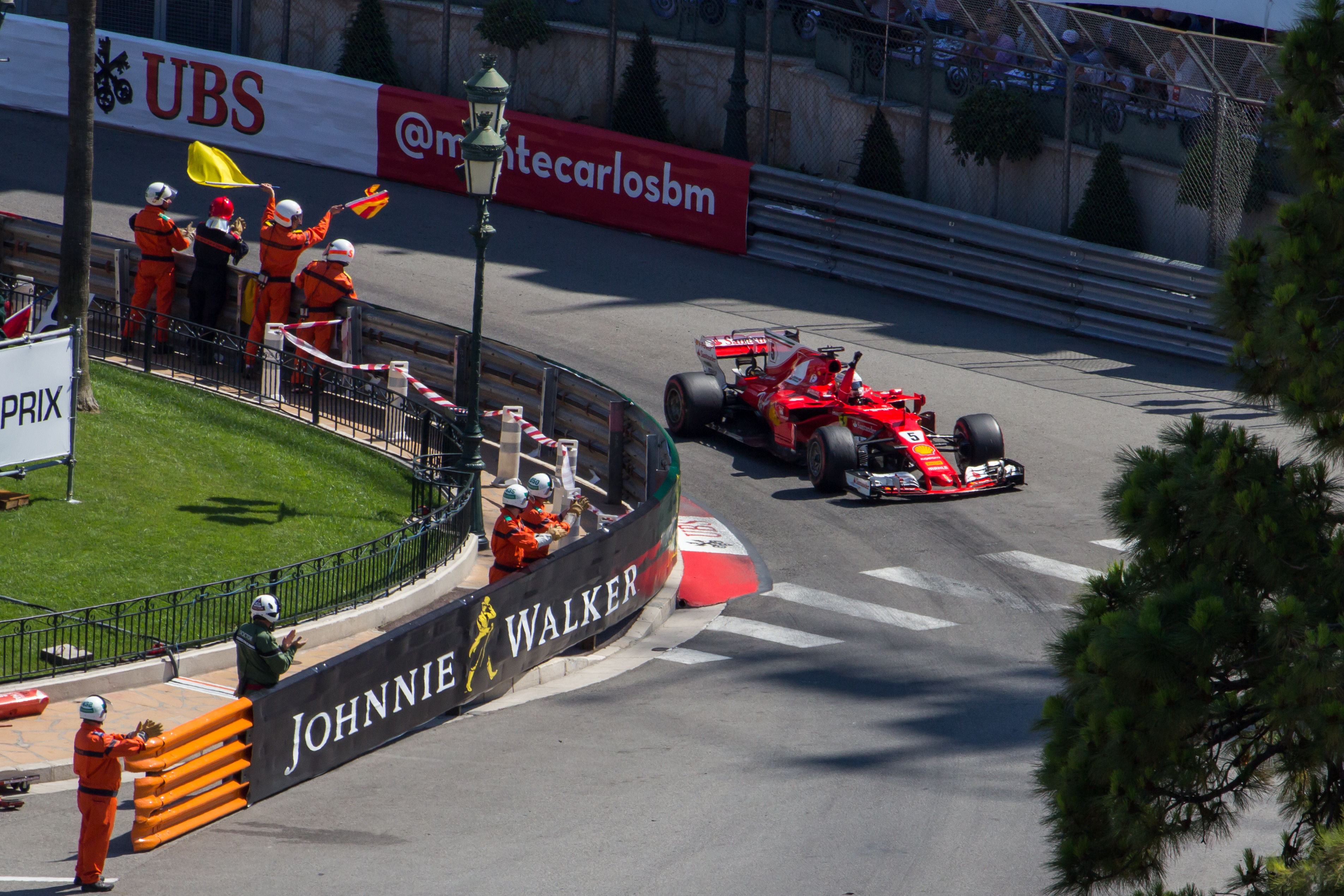
Sebastian Vettel po zwycięstwie w wyścigu

Źródło: Wyprzedź Mnie!
| P                 | + / –     | Nr | Kierowca          | Konstruktor          | Okr. | Czas / Strata | Komentarz            |
| ----------------- | --------- | -- | ----------------- | -------------------- | ---- | ------------- | -------------------- |
| 1                 | 1         | 5  | Sebastian Vettel  | Ferrari              | 78   | 1:44:44,340   |                      |
| 2                 | 1         | 7  | Kimi Räikkönen    | Ferrari              | 78   | +0:03,145     |                      |
| 3                 | 2         | 3  | Daniel Ricciardo  | Red Bull–TAG Heuer   | 78   | +0:03,745     |                      |
| 4                 | 1         | 77 | Valtteri Bottas   | Mercedes             | 78   | +0:05,517     |                      |
| 5                 | 1         | 33 | Max Verstappen    | Red Bull–TAG Heuer   | 78   | +0:06,199     |                      |
| 6                 | Bez zmian | 55 | Carlos Sainz Jr.  | Toro Rosso           | 78   | +0:12,038     |                      |
| 7                 | 6         | 44 | Lewis Hamilton    | Mercedes             | 78   | +0:15,801     |                      |
| 8                 | Bez zmian | 8  | Romain Grosjean   | Haas–Ferrari         | 78   | +0:18,150     |                      |
| 9                 | 5         | 19 | Felipe Massa      | Williams–Mercedes    | 78   | +0:19,445     |                      |
| 10                | 1         | 20 | Kevin Magnussen   | Haas–Ferrari         | 78   | +0:21,443     |                      |
| 11                | 5         | 30 | Jolyon Palmer     | Renault              | 78   | +0:22,737     |                      |
| 12                | 3         | 31 | Esteban Ocon      | Force India–Mercedes | 78   | +0:23,725     |                      |
| 13                | 6         | 11 | Sergio Pérez      | Force India–Mercedes | 78   | +0:39,089     |                      |
| 14                | 5         | 26 | Daniił Kwiat      | Toro Rosso           | 71   | +7 okr.       | wypadek              |
| 15                | 2         | 18 | Lance Stroll      | Williams–Mercedes    | 71   | +7 okr.       | hamulce              |
| Niesklasyfikowani |           |    |                   |                      |      |               |                      |
|                   |           | 2  | Stoffel Vandoorne | McLaren–Honda        | 66   | +12 okr.      | wypadek              |
|                   |           | 9  | Marcus Ericsson   | Sauber–Ferrari       | 63   | +15 okr.      | wypadek              |
|                   |           | 22 | Jenson Button     | McLaren–Honda        | 57   | +21 okr.      | kolizja z Wehrleinem |
|                   |           | 94 | Pascal Wehrlein   | Sauber–Ferrari       | 57   | +21 okr.      | kolizja z Buttonem   |
|                   |           | 27 | Nico Hülkenberg   | Renault              | 15   | +63 okr.      | skrzynia biegów      |
| P                 | + / –     | Nr | Kierowca          | Konstruktor          | Okr. | Czas / Strata | Komentarz            |

### Najszybsze okrążenie
Źródło: Wyprzedź Mnie!
| Nr | Kierowca     | Konstruktor          | Czas     | Okr. |
| -- | ------------ | -------------------- | -------- | ---- |
| 11 | Sergio Pérez | Force India–Mercedes | 1:14,820 | 76   |

## Prowadzenie w wyścigu
Źródło: Racing–Reference.info
| Nr                              | Kierowca         | Okrążenia | Suma |
| ------------------------------- | ---------------- | --------- | ---- |
| 5                               | Sebastian Vettel | 33-78     | 45   |
| 7                               | Kimi Räikkönen   | 1-33      | 33   |
| \| Wykres \| \| ------ \| \| \| |                  |           |      |
| Wykres                          |                  |           |      |
|                                 |                  |           |      |

## Klasyfikacja po zakończeniu wyścigu

### Kierowcy
| P                 | +/− | Kierowca           | Starty | Punkty | P1 | P2 | P3 | PP | NO | NS |
| ----------------- | --- | ------------------ | ------ | ------ | -- | -- | -- | -- | -- | -- |
| 1                 | 0   | Sebastian Vettel   | 6      | 129    | 3  | 3  | –  | 1  | –  | –  |
| 2                 | 0   | Lewis Hamilton     | 6      | 104    | 2  | 2  | –  | 3  | 3  | –  |
| 3                 | 0   | Valtteri Bottas    | 6      | 75     | 1  | –  | 2  | 1  | –  | 1  |
| 4                 | 0   | Kimi Räikkönen     | 6      | 67     | –  | 1  | 1  | 1  | 2  | 1  |
| 5                 | 0   | Daniel Ricciardo   | 6      | 52     | –  | –  | 2  | –  | –  | 2  |
| 6                 | 0   | Max Verstappen     | 6      | 45     | –  | –  | 1  | –  | –  | 2  |
| 7                 | 0   | Sergio Pérez       | 6      | 34     | –  | –  | –  | –  | 1  | –  |
| 8                 | +2  | Carlos Sainz Jr.   | 6      | 25     | –  | –  | –  | –  | –  | 1  |
| 9                 | 0   | Felipe Massa       | 6      | 20     | –  | –  | –  | –  | –  | –  |
| 10                | −2  | Esteban Ocon       | 6      | 19     | –  | –  | –  | –  | –  | –  |
| 11                | 0   | Nico Hülkenberg    | 6      | 14     | –  | –  | –  | –  | –  | 1  |
| 12                | 0   | Romain Grosjean    | 6      | 9      | –  | –  | –  | –  | –  | 2  |
| 13                | +1  | Kevin Magnussen    | 6      | 5      | –  | –  | –  | –  | –  | 2  |
| 14                | −1  | Pascal Wehrlein    | 4      | 4      | –  | –  | –  | –  | –  | 1  |
| 15                | 0   | Daniił Kwiat       | 6      | 4      | –  | –  | –  | –  | –  | 1  |
| 16                | +4  | Jolyon Palmer      | 6      | 0      | –  | –  | –  | –  | –  | 2  |
| 17                | −1  | Marcus Ericsson    | 6      | 0      | –  | –  | –  | –  | –  | 3  |
| 18                | −1  | Lance Stroll       | 6      | 0      | –  | –  | –  | –  | –  | 3  |
| 19                | −1  | Fernando Alonso    | 4      | 0      | –  | –  | –  | –  | –  | 2  |
| 20                | −1  | Antonio Giovinazzi | 2      | 0      | –  | –  | –  | –  | –  | 1  |
| 21                | 0   | Stoffel Vandoorne  | 5      | 0      | –  | –  | –  | –  | –  | 3  |
| Niesklasyfikowani |     |                    |        |        |    |    |    |    |    |    |
|                   |     | Jenson Button      | 1      | –      | –  | –  | –  | –  | –  | 1  |
| P                 | +/− | Kierowca           | Starty | Punkty | P1 | P2 | P3 | PP | NO | NS |

### Konstruktorzy
| P  | +/− | Konstruktor               | Starty | Punkty | P1 | P2 | P3 | PP | NO | NS |
| -- | --- | ------------------------- | ------ | ------ | -- | -- | -- | -- | -- | -- |
| 1  | +1  | Ferrari                   | 12     | 196    | 3  | 4  | 1  | 2  | 2  | 1  |
| 2  | −1  | Mercedes                  | 12     | 179    | 3  | 2  | 2  | 4  | 3  | 1  |
| 3  | 0   | Red Bull Racing TAG Heuer | 12     | 97     | –  | –  | 3  | –  | –  | 4  |
| 4  | 0   | Force India Mercedes      | 12     | 53     | –  | –  | –  | –  | 1  | –  |
| 5  | 0   | Toro Rosso                | 12     | 29     | –  | –  | –  | –  | –  | 2  |
| 6  | 0   | Williams Mercedes         | 12     | 20     | –  | –  | –  | –  | –  | 3  |
| 7  | 0   | Renault                   | 12     | 14     | –  | –  | –  | –  | –  | 3  |
| 8  | 0   | Haas Ferrari              | 12     | 14     | –  | –  | –  | –  | –  | 4  |
| 9  | 0   | Sauber Ferrari            | 12     | 4      | –  | –  | –  | –  | –  | 5  |
| 10 | 0   | McLaren Honda             | 10     | 0      | –  | –  | –  | –  | –  | 6  |
| P  | +/− | Kierowca                  | Starty | Punkty | P1 | P2 | P3 | PP | NO | NS |